# Richard III
Pour les articles homonymes, voir Richard III (homonymie).
Richard III, né le 2 octobre 1452 au château de Fotheringhay et mort le 22 août 1485 à la bataille de Bosworth, est le dernier roi d'Angleterre de la maison d'York, de 1483 à sa mort.
Membre de la maison d'York, Richard est le dernier fils de Richard Plantagenêt et le frère cadet du roi Édouard IV. Élevé au métier des armes par Richard Neville dans son jeune âge, il participe comme la plupart de ses contemporains à la guerre des Deux-Roses et se révèle, comme son professeur, un capitaine de grand talent. Il est le soutien le plus fidèle et le plus capable du règne d'Édouard, qui le titre duc de Gloucester en 1461.
Après avoir été nommé régent du royaume à la mort soudaine de son frère, Richard monte sur le trône, ses neveux Édouard V et Richard de Shrewsbury, ayant été déclarés illégitimes. Durant son bref règne, marqué par plusieurs soulèvements, il gouverne avec énergie et compétence. Il trouve la mort à la bataille de Bosworth contre le dernier prétendant de la maison de Lancastre, Henri Tudor, qui lui succède sur le trône.
La postérité garde de Richard l'image d'un tyran machiavélique et monstrueux, coupable d'infanticide, en premier lieu à travers le portrait que dressent de lui les chroniqueurs et historiens de la période Tudor. La pièce Richard III, œuvre de jeunesse de William Shakespeare, contribue à ancrer cette image, avec un personnage-titre particulièrement complexe, qui a notamment été interprété au cinéma par Laurence Olivier, Ian McKellen et Al Pacino. Plusieurs associations se sont créées au XXe siècle pour honorer la mémoire de Richard et tenter de le réhabiliter.
Son squelette est redécouvert en septembre 2012 à Leicester, sous un parking qui occupe l'emplacement d'un ancien prieuré franciscain, par Philippa Langley, une passionnée d'histoire amateure qui réussit à y intéresser des archéologues de l'université de la ville d'abord sceptiques, qui s'en attribueront ensuite la paternité. Identifié par des analyses ADN et grâce à d'autres preuves scientifiques, il est reconnu officiellement et inhumé à nouveau lors d'une grande cérémonie à la cathédrale Saint-Martin le 26 mars 2015.

## Biographie

### Jeunesse (1452-1469)

Armoiries de Richard, duc de Gloucester.

Richard naît le 2 octobre 1452 au château de Fotheringhay, dans le Northamptonshire. Benjamin des enfants du duc d'York Richard Plantagenêt et de son épouse Cécile Neville, il a trois frères aînés, Édouard, Edmond et Georges, et trois sœurs aînées, Anne, Élisabeth et Marguerite. Il passe son enfance auprès de sa mère, à Fotheringhay et peut-être dans d'autres résidences de la famille, à Ludlow, Sandal ou Baynard's Castle (en).
Son père, le duc Richard, s'oppose à la reine Marguerite d'Anjou au sujet de la tutelle du roi Henri VI, que ses fréquentes crises de démence empêchent de gouverner le royaume. Lord Protecteur en 1454, puis à nouveau entre 1455 et 1456, Richard est contraint de s'enfuir en Irlande après sa défaite à Ludford Bridge en octobre 1459. Il est considéré comme un traître, et ses biens sont confisqués. La victoire de ses partisans à Northampton, en juillet 1460, lui permet de rentrer en Angleterre en septembre. Il est à nouveau Lord Protecteur, héritier du trône grâce à l'Acte d'Accord, mais son triomphe est de courte durée : il est vaincu et tué à Wakefield en décembre, aux côtés de son fils Edmond. Cécile Neville décide alors d'envoyer ses deux fils les plus jeunes (Georges et Richard) en sécurité aux Pays-Bas, auprès du duc de Bourgogne Philippe le Bon, tandis que l'aîné Édouard, devenu chef de la maison d'York, reprend la tête de la révolte.
Georges et Richard ne passent que quelques mois à l'étranger : Édouard triomphe des Lancastriens à Towton en mars 1461, ce qui ouvre la voie à l'accession au trône de la maison d'York. Les jeunes princes assistent au couronnement d'Édouard IV le 28 juin. Georges reçoit le titre de duc de Clarence, et quelques mois plus tard, le 1er novembre, le jeune Richard, âgé de neuf ans, est à son tour titré et devient duc de Gloucester.
En 1465, Richard entre dans la maisonnée du puissant comte de Warwick Richard Neville (surnommé le « faiseur de rois »), neveu de sa mère, pour parfaire son éducation. Warwick est alors considéré comme le stratège le plus habile d'Angleterre. Le jeune prince passe les trois années qui suivent dans le nord de l'Angleterre, notamment au château de Middleham, et fait la connaissance de sa future épouse Anne, la fille cadette du comte.

### Au service de son frère (1469-1483)
En juillet 1469, le comte de Warwick, qui avait été l'un des principaux appuis d'Édouard IV lors de sa conquête du trône, se retourne contre lui avec le soutien du duc de Clarence, le propre frère du roi. Warwick se considère en effet comme bafoué après avoir vu son projet d'alliance française rejeté par Édouard IV lorsque celui-ci épouse Élisabeth Woodville, issue d'une famille d'allégeance lancastrienne. Quant à Clarence, héritier présomptif d'Édouard tant que le roi n'a pas d'héritier mâle, il tente de faire passer son frère aîné pour un enfant illégitime. Clarence vient d'épouser Isabelle Neville, la fille aînée de Warwick, ce qui placerait les descendants de celui-ci sur le trône. Le roi fait appel à Richard, qu'il nomme connétable du royaume en octobre, bien qu'il n'ait alors que dix-sept ans. Édouard le nomme également à plusieurs postes importants dans le pays de Galles, une région plutôt lancastrienne. Le nouveau connétable participe à l'écrasement des révoltes suscitées par Warwick et contribue, par son soutien militaire et politique, au rétablissement d'Édouard après sa capture à la bataille d'Edgecote Moor. Bien que pardonnés, Warwick et Clarence se révoltent à nouveau en mars 1470. Battus à nouveau à Losecoat Field, ils quittent l'Angleterre pour se réfugier en France, où Warwick s'allie à son ancienne adversaire Marguerite d'Anjou pour rétablir Henri VI sur le trône. Édouard est contraint de s'enfuir à la cour de Charles le Téméraire, son beau-frère, et Richard l'accompagne. Malgré son jeune âge, celui-ci joue un rôle déterminant dans la reconquête du royaume par Édouard en 1471 : il se distingue lors des batailles de Barnet le 14 avril, où il commande l'avant-garde, puis de Tewkesbury le 4 mai, où il commande l'aile gauche.

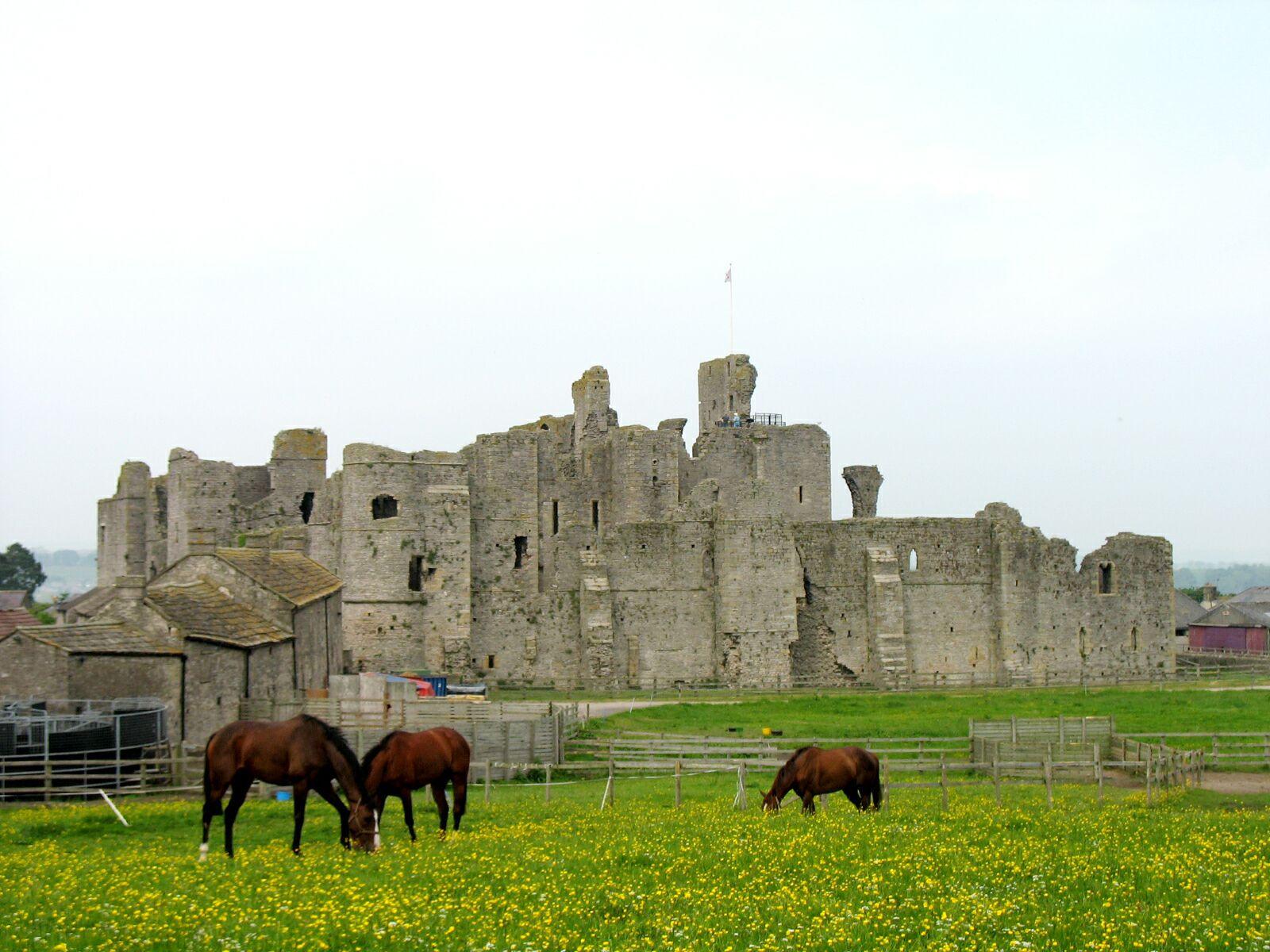
Les ruines du château de Middleham.

Après ces événements, Édouard IV octroie à Richard une partie des terres de Warwick, tué à Barnet, notamment les châteaux de Middleham, Penrith, Barnard et Sheriff Hutton, et le nomme Gardien des Marches de l'Ouest. Ce n'est que le premier d'une série d'offices auxquels est nommé Richard dans les années qui suivent : intendant du duché de Lancastre, shérif du Cumberland, gardien des forêts du Nord… Le duc de Gloucester se crée peu à peu un réseau d'influence dans le nord de l'Angleterre, reprenant en partie les anciennes relations de Warwick, mais il s'attire également l'inimitié de plusieurs personnages puissants de la région, notamment le comte de Northumberland Henry Percy, Lord Stanley et l'évêque de Durham Lawrence Booth. Il parvient à un compromis avec les deux premiers en 1474, et le troisième est nommé archevêque d'York en 1476, ce qui l'éloigne de Richard.

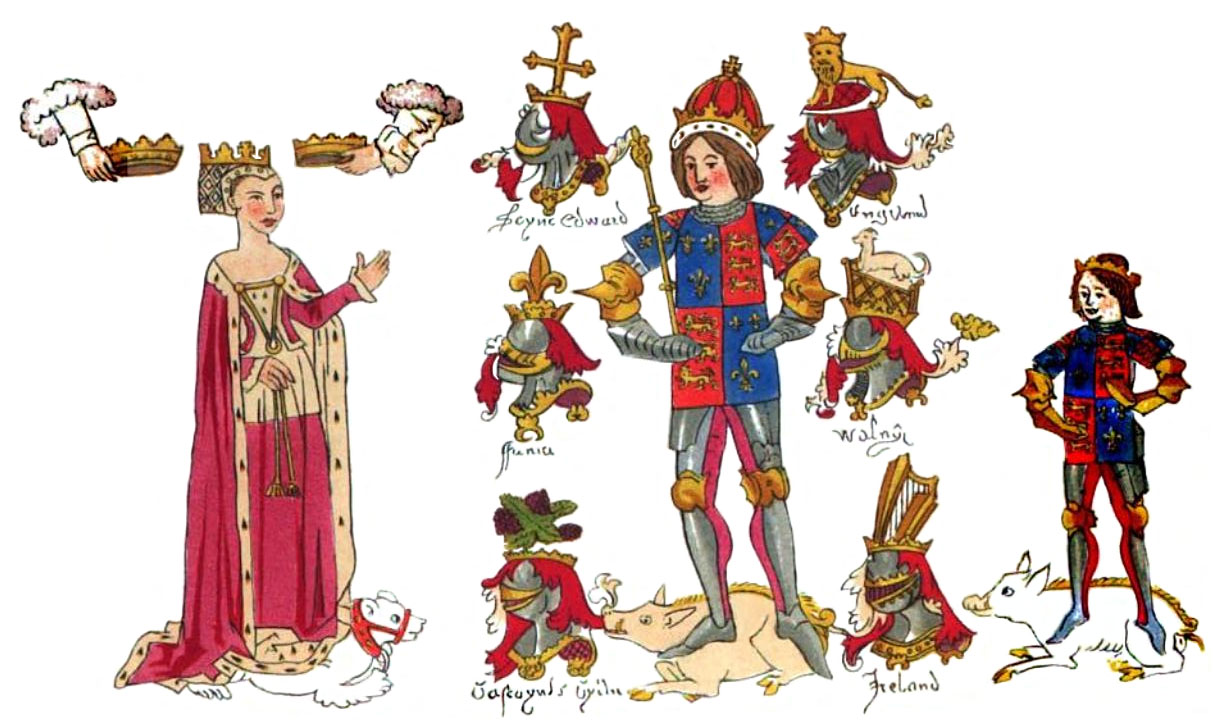
Richard, sa femme et son fils dans le Rous Roll.

En juillet 1472, Richard épouse Anne Neville, la fille de Warwick. Alors âgée de seize ans, elle est déjà veuve du prince Édouard de Westminster, le fils d'Henri VI, tué à Tewkesbury. Ses tuteurs, George de Clarence et sa femme Isabelle, fille aînée du comte de Warwick, se sont assuré sa garde et entendent empêcher Anne de se marier. D'après The Crowland Chronicle Continuations, ils auraient emmené leur pupille à Londres déguisée en fille de cuisine. Toutefois, Richard parvient à retrouver puis épouser l'héritière de Warwick. Ce mariage lui permet de se présenter comme le détenteur légitime des domaines de la famille Neville que lui a concédés le roi, et surtout d'hériter du réseau d'influence de celui qui avait été le noble le plus puissant du royaume, en cette époque de fin de la féodalité en Angleterre. À la suite de cette union, les relations entre Clarence et Gloucester dégénèrent presque en guerre ouverte, et ce n'est qu'en 1475 qu'un compromis proposé par Édouard deux ans plus tôt est finalement ratifié par le Parlement.
En 1477, le duc de Clarence est arrêté et incarcéré à la tour de Londres : il aurait fomenté la mort du roi par sorcellerie. Jugé coupable par le Parlement, il est exécuté le 18 février 1478, par noyade dans un tonneau de malvoisie selon la légende. Bien que Shakespeare blâme Richard pour avoir brouillé ses deux frères aînés, rien ne permet d'affirmer qu'il ait joué un quelconque rôle dans cette affaire.
Richard et Anne passent le plus clair de leur temps dans le Nord, principalement à Barnard Castle, Sheriff Hutton et Middleham. C'est dans ce dernier château que naît leur seul enfant, Édouard, en 1473 ou 1474. Durant la seconde moitié des années 1470, le duc de Gloucester gouverne la région avec justice et compétence, ce qui lui attire la loyauté de la population, et finance plusieurs établissements religieux, notamment à Middleham où il fonde une collégiale en 1478. Il joue également un rôle important dans les escarmouches contre l'Écosse qui marquent la fin du règne d'Édouard, notamment en s'emparant de la ville frontalière de Berwick-upon-Tweed en 1482.

### Accession au pouvoir (1483)
Édouard IV meurt le 9 avril 1483, à l'âge de 40 ans. Son fils aîné, également prénommé Édouard, n'est âgé que de douze ans et se trouve alors à Ludlow, dans le pays de Galles, auprès de son oncle maternel Lord Rivers. Son jeune âge rend la mise en place d'une régence obligatoire, mais sa nature est source de débats : les Woodville souhaitent que le jeune Édouard soit immédiatement couronné, même s'il ne gouvernera le royaume qu'en nom jusqu'à sa majorité, tandis que Lord Hastings, chambellan du roi défunt, propose de nommer le duc de Gloucester protecteur du royaume. Un compromis est trouvé : Édouard sera couronné le 4 mai, mais Richard présidera le conseil de minorité.
Celui-ci apprend la mort de son frère vers le 15 avril. Il prend le chemin de Londres et arrive à Northampton le 29 avril. Là, il retrouve le duc de Buckingham Henry Stafford, ainsi que Lord Rivers, qui se rend également à la capitale avec son pupille. Le lendemain matin, Rivers, Richard Grey (fils de la reine de son premier mariage) et d'autres membres importants de l'escorte d'Édouard sont mis aux arrêts par le duc de Buckingham. C'est ainsi que le jeune roi fait son entrée à Londres le 4 mai, flanqué des ducs de Gloucester et de Buckingham. Richard est officiellement nommé protecteur du royaume le 8 ou le 10 mai, tandis que le couronnement de son neveu, installé à la tour de Londres, est fixé au 22 juin. Buckingham est récompensé de sa collaboration par l'octroi de nombreuses charges au pays de Galles. Craignant pour sa sécurité, la reine-mère s'est quant à elle enfermée en l'abbaye de Westminster (un sanctuaire) avec ses autres enfants.

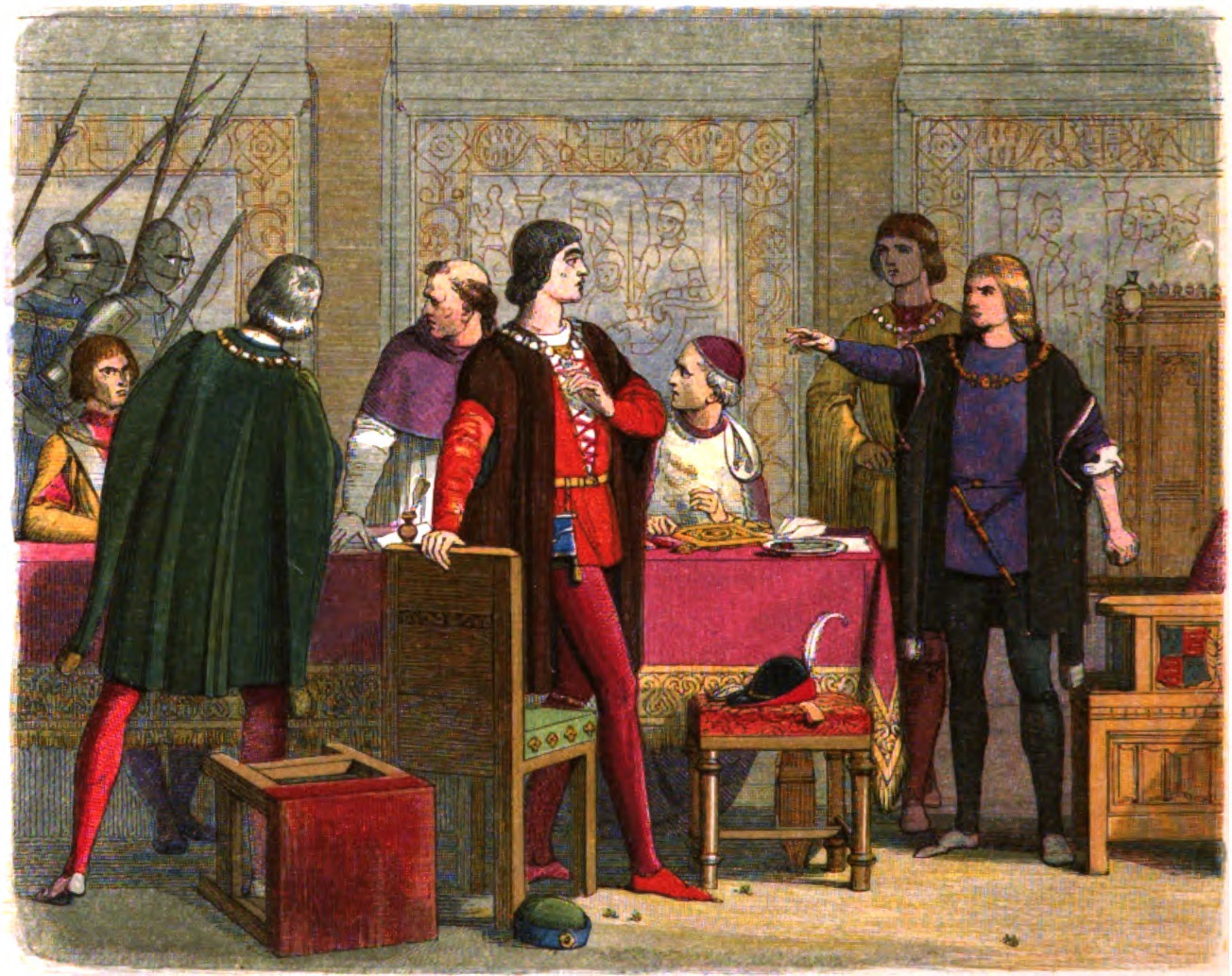
Représentation moderne de l'arrestation de Lord Hastings.

Le 13 juin, Richard fait arrêter lors d'un conseil de régence Lord Hastings, Lord Stanley, l'archevêque d'York Thomas Rotherham et l'évêque d'Ely John Morton, accusés de trahison. Hastings est aussitôt exécuté (payant sans doute sa fidélité au jeune roi), tandis que les trois autres sont envoyés en prison, puis finalement graciés. Richard fait encercler l'abbaye de Westminster et obtient le 16 juin, grâce à la médiation de l'archevêque de Cantorbéry Thomas Bourchier, que lui soit remis son autre neveu, Richard de Shrewsbury, envoyé rejoindre son frère à la tour. Le couronnement est à nouveau reporté. Les intentions de Richard ne font alors plus guère de doute, d'autant qu'il a fait lever des troupes sur ses terres pour renforcer sa position. Pour justifier cette appropriation de la couronne, l'évêque de Bath et Wells, Robert Stillington, affirme le 22 juin qu'Édouard se serait engagé auprès d'Éléonore Talbot avant de contracter un mariage avec Élisabeth Woodville ; cet engagement, s'il est avéré, rend le roi coupable de bigamie, et invalide donc à la fois son mariage avec Élisabeth et les prétentions de ses descendants sur le trône. Plus aucun obstacle ne se dresse devant Richard, qui accepte la couronne le 26 juin et est couronné le 6 juillet à Westminster.

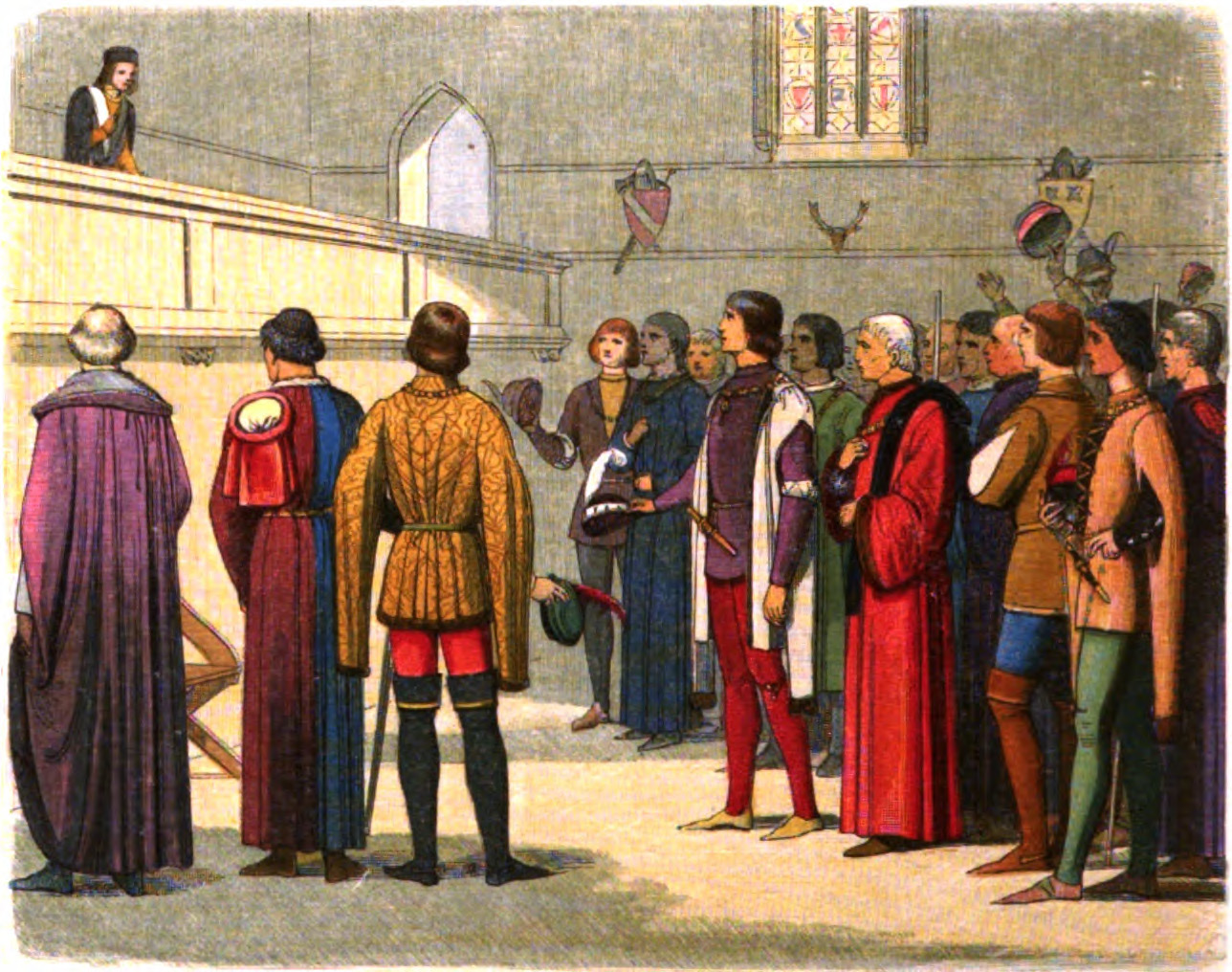
Richard accepte la Couronne.

Le sort de ses neveux n'est pas connu avec certitude, mais il est probable qu'ils aient été assassinés dès l'été 1483. Pour l'histoire traditionnelle et officielle, notamment reprise par Shakespeare, Richard est le principal bénéficiaire de leur disparition, ne pouvant guère se permettre de laisser survivre des rivaux potentiels ; sa réputation en est irrémédiablement ternie. Toutefois les ricardiens soutiennent qu'Henri Tudor, futur Henri VII, avait le même intérêt à se débarrasser des deux princes, surtout en faisant accuser Richard III pour fomenter une rébellion.

### Roi d'Angleterre (1483-1485)

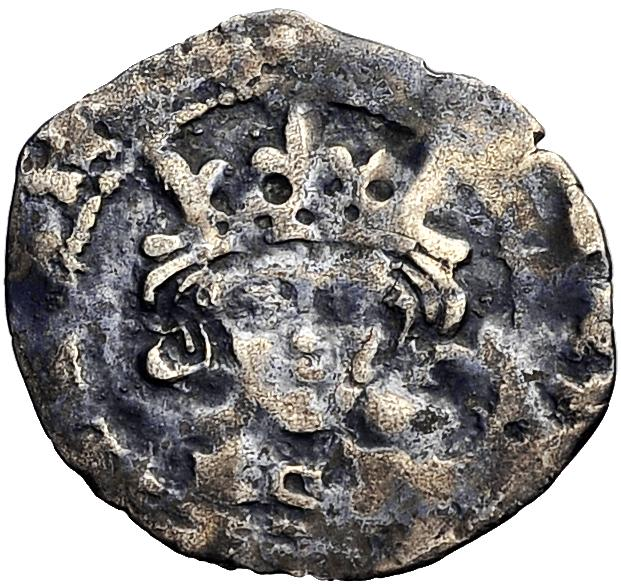
Penny de Richard III.

Peu après son couronnement, Richard III entreprend un voyage de plusieurs semaines dans son royaume qui le conduit jusqu'à York à la fin de l'été. C'est pour lui l'occasion de dispenser de nombreux privilèges aux villes traversées, et de se forger une réputation de souverain généreux et juste.
Cependant, l'automne 1483 est marqué par plusieurs soulèvements contre lui, et notamment celui du duc de Buckingham. Beaucoup parmi les révoltés sont d'anciens fidèles d'Édouard IV, choqués par le sort réservé à ses fils. Leur champion est Henri Tudor, le dernier représentant de la lignée de Lancastre, réfugié à la cour de François II de Bretagne. Au mois d'octobre, Buckingham prend les armes contre Richard, tandis qu'Henri se prépare à débarquer sur la côte sud du pays, mais la rébellion tourne court : le duc est capturé et exécuté le 2 novembre, la flotte d'Henri est contrainte de faire demi-tour à cause d'un orage, et les autres meneurs s'enfuient de l'autre côté de la Manche.
Malgré la clémence dont fait preuve Richard dans la répression, cette rébellion témoigne de son impuissance à rallier autour de sa personne les partisans traditionnels de la maison d'York. La veuve d'Édouard décide elle-aussi de faire alliance avec la maison Tudor, en faisant jurer à Henri qu'il épousera Élisabeth d'York, la fille aînée du roi défunt, en cas de victoire. Richard, peu soutenu par la noblesse traditionnelle, est donc contraint de s'appuyer sur ses fidèles hommes du Nord pour gouverner, notamment les très impopulaires William Catesby, Richard Ratcliffe et Francis Lovell, stigmatisés dans le poème placardé sur les portes de la cathédrale Saint-Paul par William Collingbourne au mois de juillet 1484 :

« Le chat, le rat et Lovell notre chien, règnent sur l'Angleterre sous la houlette d'un sanglier. »

L'unique Parlement du règne de Richard se réunit de janvier à mars 1484. Les réformes proposées par Richard, qui touchent principalement à la protection du commerce, à la suppression de taxes impopulaires et à la réforme de certains points de l'arsenal judiciaire, sont votées sans grande opposition. Le Parlement vote également le Titulus Regius, un statut confirmant l'illégitimité des neveux de Richard et sa position comme détenteur légitime du trône. Cependant, si même les détracteurs de Richard s'accordent à dire qu'il gouverne avec énergie et compétence, il ne parvient pas à remplir les caisses du royaume, vidées par les expéditions écossaises de la fin du règne d'Édouard.
Après quelques escarmouches, Richard signe une trêve avec le roi Jacques III d'Écosse en septembre 1484. En effet, le principal objet de sa politique étrangère est l'élimination de la menace posée par Henri Tudor. Ainsi, il relance les activités de piraterie anglaises dans la Manche au début de l'année 1484, afin de contraindre le duc de Bretagne à lui livrer le prétendant lancastrien. François II accepte, mais Henri est prévenu et se réfugie en France en septembre, auprès de Pierre de Beaujeu et d'Anne de France, régents du royaume pour le jeune Charles VIII. De plus en plus de personnalités influentes désertent Richard et l'Angleterre pour le rejoindre.
Le prince de Galles, Édouard de Middleham, meurt en mars ou avril 1484, à la grande douleur de ses parents. Sa mère Anne meurt à son tour le 16 mars 1485. La succession de Richard est ainsi gravement compromise, d'autant que la rumeur court qu'il aurait fait empoisonner sa femme afin d'épouser sa nièce Élisabeth, au point qu'il doit nier publiquement avoir eu cette intention. Selon la Chronique de Croyland, il a été pressé de le faire par les ennemis des Woodville, qui craignent de devoir bientôt rendre les terres qui leur ont été confisquées. Son fils illégitime, John de Gloucester, est nommé capitaine de Calais le 11 mars de cette même année.

### Bosworth (1485)

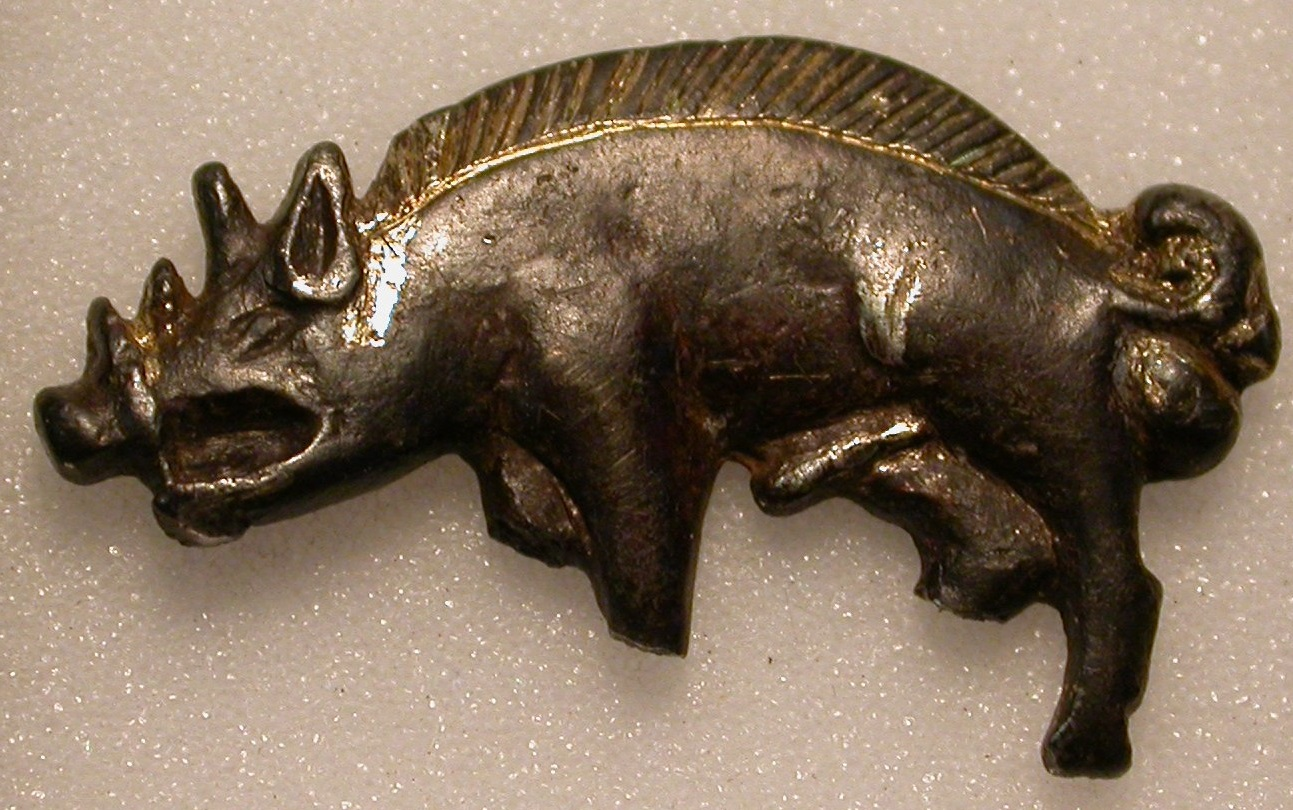
Badge au sanglier porté par un partisan de Richard.

Après plusieurs mois de préparatifs, Henri Tudor débarque au pays de Galles le 7 août. Richard apprend la nouvelle quatre jours plus tard, mobilise en hâte ses troupes et se porte à sa rencontre. Tudor, qui sait que Richard dispose de nombreux renforts à Nottingham et Leicester, le rejoint le plus rapidement possible avant qu'il réunisse toute son armée. Les deux armées se rencontrent le 22 août dans le Leicestershire, au sud du village de Market Bosworth. En dépit de son importance, la bataille de Bosworth est mal documentée, mais toutes les sources s'accordent à souligner la bravoure de Richard sur le terrain. Au sein de la mêlée, il conduit une charge directe contre Henri afin de l'éliminer. L'événement crucial est la trahison de Lord Stanley, jusqu'alors resté en retrait. Pris entre deux feux, Richard et sa garde rapprochée sont tués, et ses hommes se dispersent.

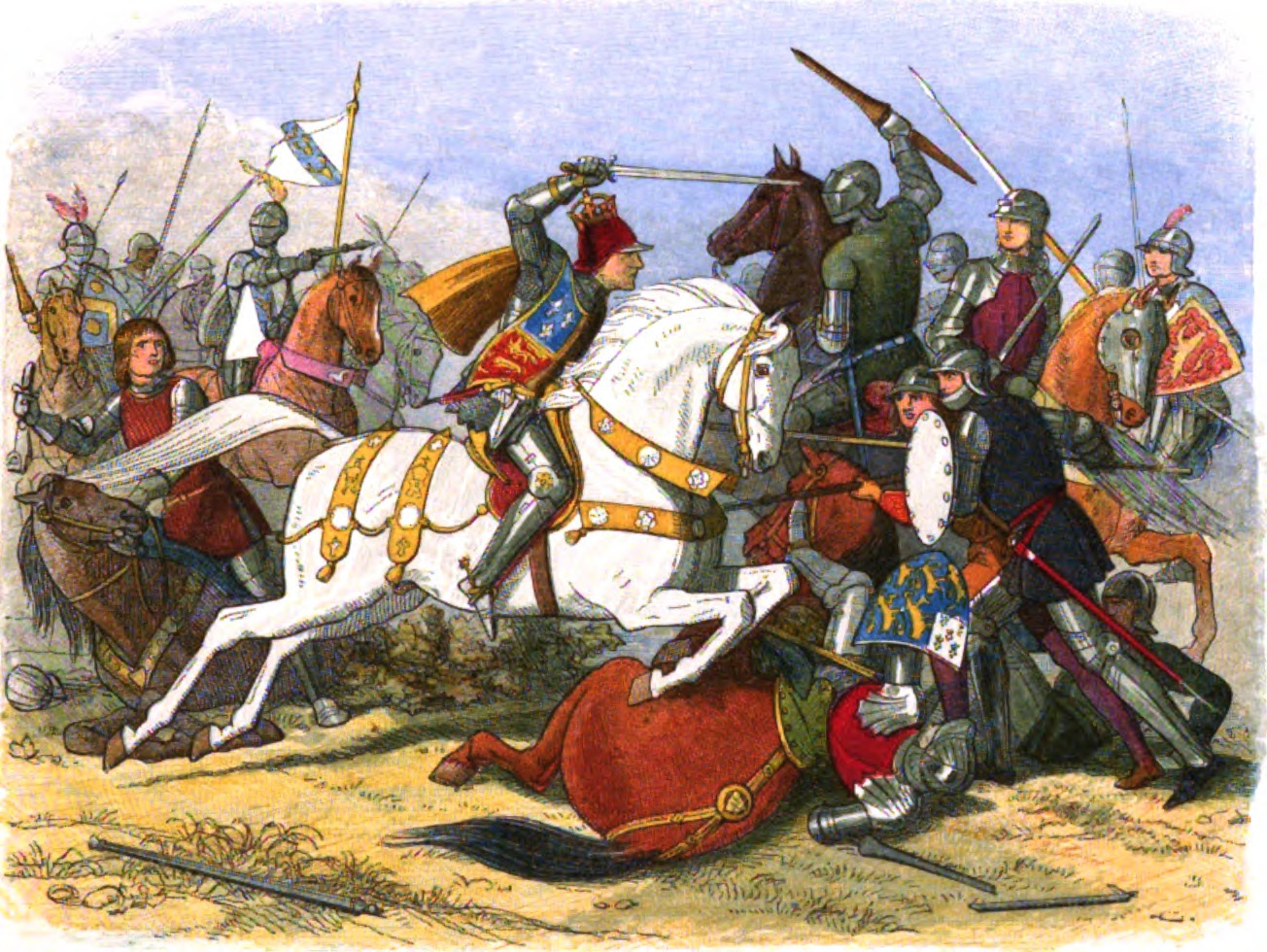
La mort de Richard à Bosworth.

Henri est proclamé roi le soir même sous le nom d'Henri VII : c'est la fin de la guerre des Deux-Roses et le début de la période Tudor. L'acte Titulus regius est aussitôt abrogé, permettant d'unifier sur le trône les héritiers légitimes des maisons de Lancastre et d'York. Le corps de Richard, dénudé, est emporté à Leicester pour y être exposé à la vue de tous, avant d'être inhumé dans une chapelle franciscaine. Quelques années plus tard, vers 1494 ou 1495, Henri VII lui fait ériger une tombe, probablement détruite durant la dissolution des monastères en 1538.

## Réputation

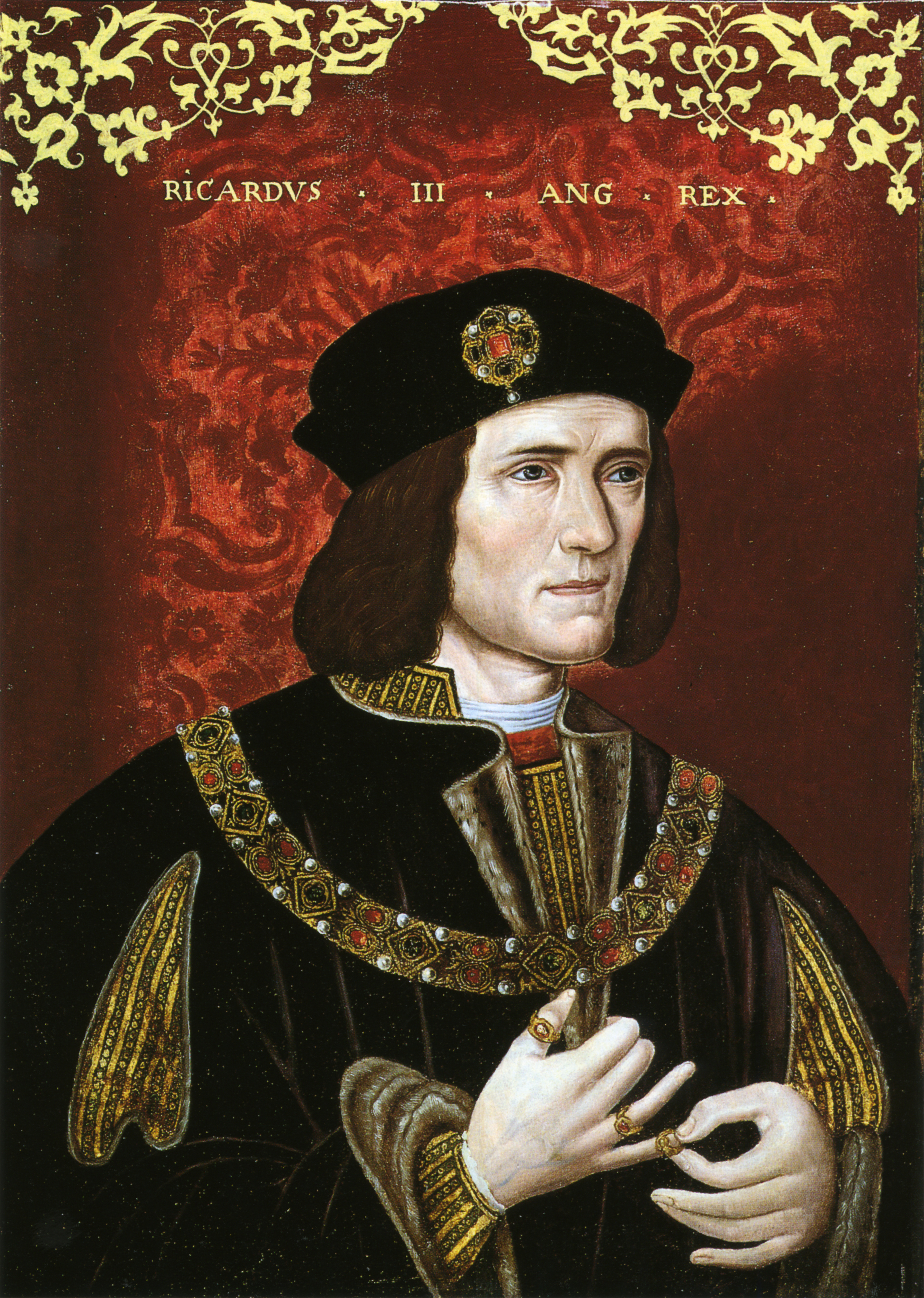
Portrait anonyme de Richard III, fin du XVIe siècle (National Portrait Gallery).

Il laisse à la postérité l'image d'un homme méchant, d'un monstre assassin des « deux princes » (Édouard et Richard) et de tous ceux qu'il voyait comme ses ennemis. S'il était, en effet, un homme ambitieux, les meurtres qui lui ont été attribués le furent sans que les historiens puissent le prouver. La pièce Richard III (1591 ou 1592), que Shakespeare lui a consacrée, a largement contribué à immortaliser cette funeste réputation, amplifiée par de nombreuses œuvres qui s'en inspirent. Cette déplorable renommée est considérée comme a priori infondée du point de vue des historiens d'aujourd'hui, les contemporains de Richard n'étant pas moins machiavéliques. Certains historiens, les ricardiens, tendent à faire droit à une réhabilitation, au moins partielle, de Richard III et à discerner une intrigue d'Henri Tudor destinée à noircir son prédécesseur.

## Découverte et ré-inhumation du corps deRichardIII

### Découverte des restes du roi

Site de l'église de Greyfriars, à Leicester, en rose superposé à un plan moderne. Le squelette de Richard III a été retrouvé le 12 septembre 2012 au centre du chœur repéré par un point bleu.

En août 2012, grâce à la collecte de fonds impulsée par l'historienne et écrivaine Philippa Langley, des archéologues de l'université de Leicester entament des fouilles à la recherche des restes du roi sous un parc de stationnement de cette ville. Les historiens pensaient déjà que le roi avait été enterré à Leicester dans une chapelle qui fut démolie au XVIe siècle. Un squelette est mis au jour le 12 septembre.
Des analyses anthropologiques menées d'une part par l'ostéologie (Richard III était réputé bossu, car souffrant depuis l'adolescence d'une scoliose, maladie qui laisse des traces sur la colonne vertébrale), d'autre part par des analyses ADN (l'ADN du squelette a été comparé avec celui de Michael Ipsen, ébéniste londonien, descendant en droite ligne d'Anne d'York, la sœur aînée de Richard,), ont permis d'identifier formellement le squelette comme celui de Richard III. L'annonce de ces résultats a été faite le 4 février 2013 par le département d'archéologie de l'université,.
Les examens du squelette donnent plusieurs renseignements sur la personne et la mort de Richard. Sa scoliose avait considérablement déformé sa colonne vertébrale, donnant au roi une posture inhabituelle, non pas courbée, mais asymétrique, avec une épaule plus haute que l'autre. L'analyse de la mâchoire révèle que Richard avait perdu plusieurs molaires avant sa mort, probablement en raison de caries.
L'homme est mort de nombreuses blessures à la tête, mais aucune n'a été causée sur son visage même, ce qui permet aux scientifiques de reconstituer ce visage qu'aucun portrait contemporain n'a représenté. En revanche, l'homme a vraisemblablement été tué par le coup d'une hallebarde à l'arrière du crâne, près de l'attache de la colonne vertébrale, causant une large fracture. Un autre coup, porté celui-ci par une arme pointue au sommet du crâne, légèrement vers l'arrière, peut aussi être considéré comme mortel. Cinq autres blessures mineures ont aussi été relevées sur ce crâne.
Quelques jours après les analyses, une reconstitution du visage entreprise par des scientifiques de l'université de Dundee (Écosse) est présentée au public. Le 4 septembre 2013, la publication d'une étude réalisée par le Dr Piers D Mitchell, du département d'archéologie et d'anthropologie de l'université de Cambridge, révèle que Richard III était atteint d'ascaridiose.
En décembre 2014, la poursuite de l'examen de l'ADN de Richard III met en évidence une rupture dans la chaîne génétique de sa branche paternelle (lignée patrilinéaire, masculine, agnatique). En effet, le chromosome Y de son ADN (appartenant à l'haplogroupe G,) n'est pas le même que celui de cinq membres actuels de la lignée des ducs de Beaufort, descendants en ligne agnatique (patrilinéaire, masculine) de Jean de Gand, frère aîné d'Edmond de Langley, lui-même réputé ancêtre en ligne agnatique de Richard III. Il y a donc eu un mâle illégitime parmi les descendants d'Édouard III.

### Seconde inhumation deRichardIII

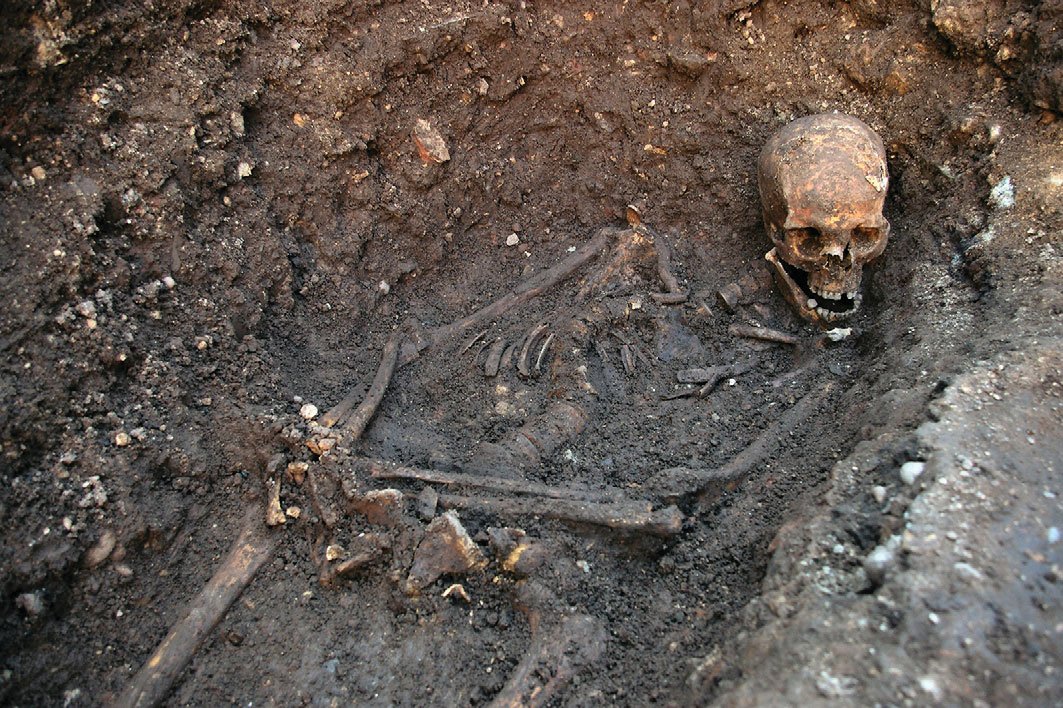
Squelette de Richard retrouvé en 2012.

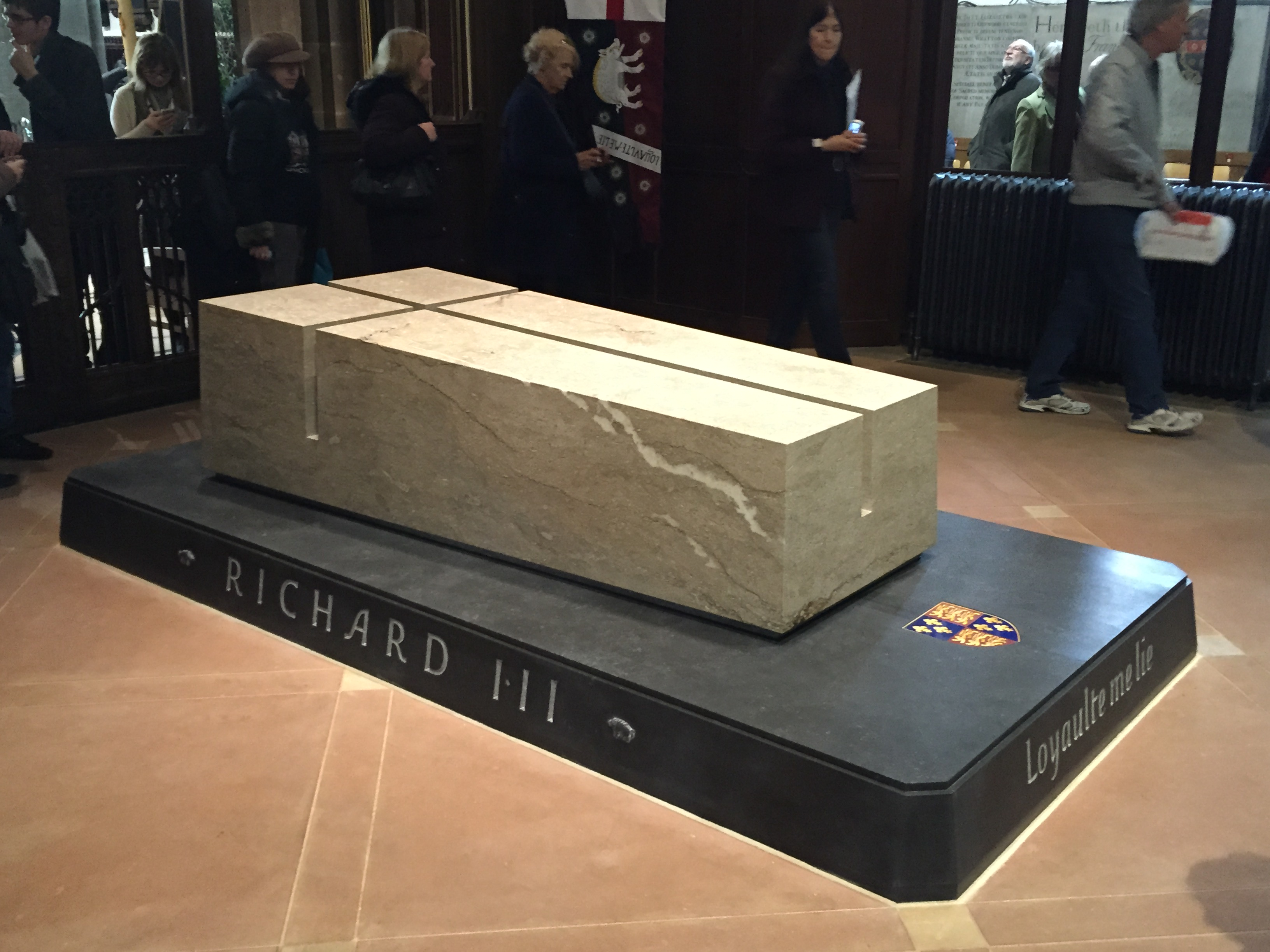
Nouvelle tombe de Richard III à la cathédrale de Leicester.

Le 23 mars 2015, de nombreux habitants de Leicester, ainsi que de nombreuses personnes venues de toute l'Angleterre, suivent la procession qui mène son cercueil du champ de bataille de Bosworth jusqu'à la cathédrale de Leicester. Des milliers de personnes vont ensuite se recueillir devant le cercueil de Richard III exposé à la cathédrale de Leicester, avant son inhumation.
Le 23 mars 2015, le cardinal Vincent Nichols, archevêque catholique de Westminster, célèbre sa messe de requiem au prieuré de la Sainte-Croix de Leicester, puis, le 26 mars 2015, la cérémonie nationale est célébrée par l'archevêque de Canterbury, Justin Welby, primat de l'Église anglicane, en présence de descendants de Richard III — dont Richard de Gloucester, également cousin de la reine Elizabeth II, et l'acteur Benedict Cumberbatch, qui lit un poème en hommage à son aïeul — et des membres de la famille royale. Selon le cardinal Vincent Nichols, « Richard III était un roi catholique, dans un pays alors catholique, c'est pourquoi les deux Églises, catholique et anglicane, sont pleinement impliquées dans cette semaine de célébrations. »
Radio Vatican conclut alors « après avoir régné dans une Angleterre déchirée par la guerre, c'est donc par une nation apaisée que le roi Richard III a été accompagné vers sa dernière demeure. »
Le 26 mars 2015, les restes du roi sont inhumés dans la cathédrale Saint-Martin de Leicester.

### Famille

Arbre généalogique simplifié de Richard III.

## Dans les arts et la culture populaire

### Littérature

#### Bande dessinée
En 2025, dans La Terre verte d'Alain Ayroles et Hervé Tanquerelle, Richard III a secrètement survécu à la Bataille de Bosworth et est parti s'installer au Groenland où il intriguera pour prendre le pouvoir.

#### Historiographie

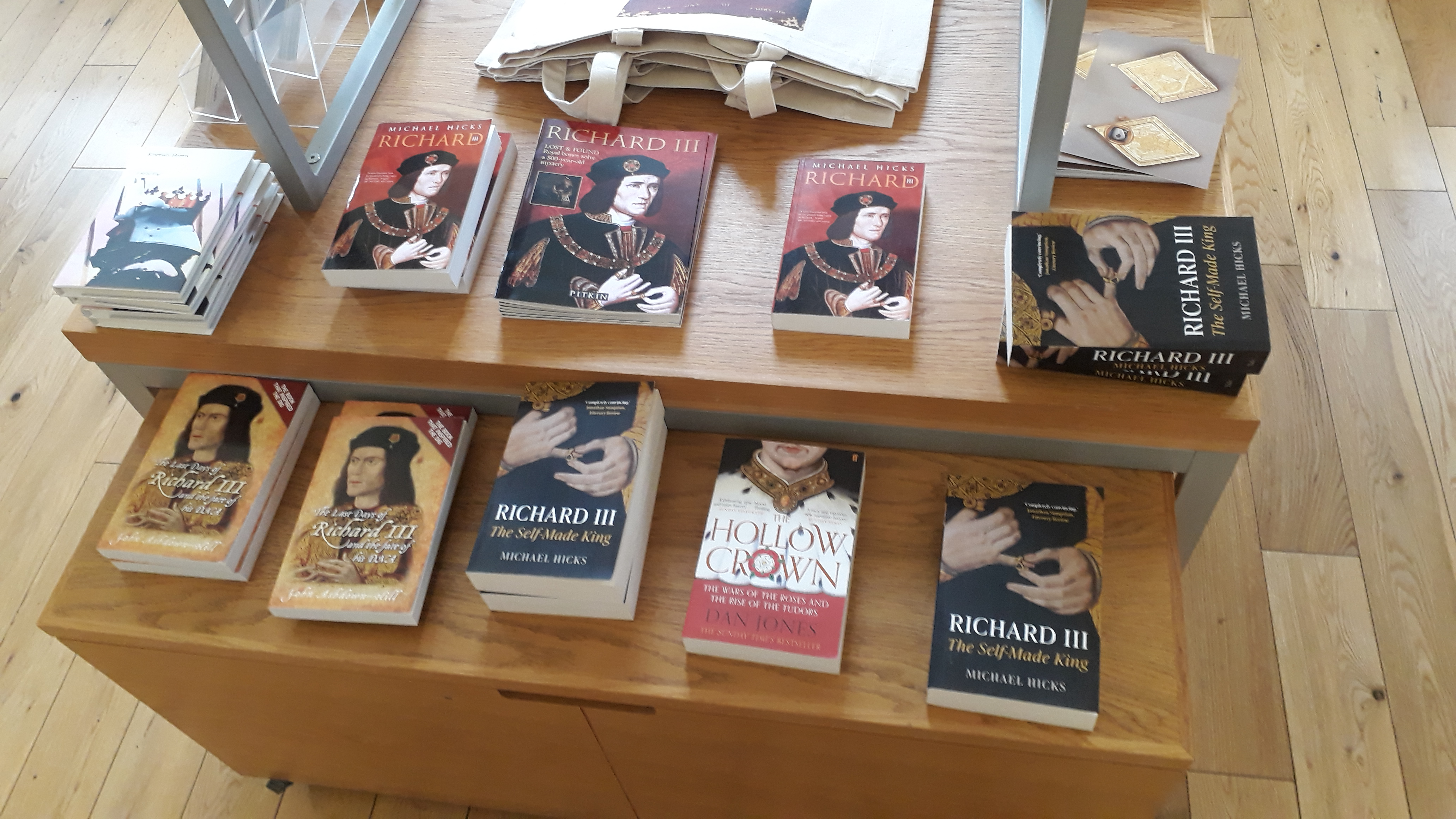
Livres en anglais

Les premiers textes consacrés à Richard III sont de nature historique : ainsi du récit de voyage du noble silésien Nicolas von Popplau, qui raconte sa rencontre avec le souverain, puis de la Chronique de Croyland et des Crowland Chronicle Continuations, anonymes et quasi contemporaines de Richard. Les deux biographies écrites par Thomas More, au début du XVIe siècle, l'une en anglais, l'autre en latin, pour la rédaction desquelles il a recueilli le témoignage d'un évêque ayant vécu personnellement les événements relatés, constituent deux ouvrages relativement fiables. Toutefois, il convient de ne pas oublier que Thomas More ne peut véritablement critiquer Henry Richmond, devenu Henri VII Tudor, car il vit et écrit sous le règne de la dynastie des Tudor (c'est un des proches conseillers du roi Henri VIII). De plus, les Tudor ont tenté de discréditer Richard III et d'assombrir sa réputation, afin d'asseoir leur propre légitimité. Henri VII aurait pu être considéré comme un régicide : la meilleure tactique pour éviter ces reproches était de rejeter l'accusation sur Richard III. L'épitaphe de Richard III, commandée par Henri VII, le désigne ainsi clairement comme l'assassin de ses neveux, Édouard V et Richard de Shrewsbury.
L'historiographie Tudor a servi de source à la tragédie de William Shakespeare, Richard III. C'est par cette pièce que Richard III, un roi de la fin du Moyen Âge qui n'a pas régné deux ans, a acquis une grande part de sa notoriété : elle a aussi largement contribué à la diffusion de la légende noire du roi usurpateur, meurtrier, tyrannique et fou.
Toutes les œuvres ne donnent pas pour autant cette mauvaise image : La Flèche noire de Robert Louis Stevenson le présente comme contrefait mais vaillant et droit : c'est grâce à lui que le héros du roman obtient justice. Dans le roman policier La Fille du temps (The Daughter of Time) de Josephine Tey, à travers l'enquête historique menée par un détective cloué sur son lit d'hôpital, l'autrice s'inspire des thèses qui visent à réhabiliter Richard III et attribuer à Henri VII la responsabilité de l'exécution secrète des fils d'Édouard IV. Du point de vue des historiens, les travaux de Paul Murray Kendall dans les années 1970 et la publication de sa biographie Richard III, ont permis de reconsidérer le règne.
La première biographie en français consacrée à Richard III est publiée par Aude Mairey, chercheuse au laboratoire de médiévistique occidentale de Paris, en 2011.

### Théâtre
Depuis le XVIIIe jusqu'au début du XXe siècle, la version la plus souvent mise en scène de Richard III était celle de Colley Cibber, qui avait redécoupé la pièce de Shakespeare en ajoutant des scènes à partir d'extraits d'autres pièces de Shakespeare, tronquant des passages et ôtant des personnages, comme la reine Marguerite. En 2005, Philippe Calvario monte au théâtre Nanterre-Amandiers la pièce en français avec Philippe Torreton dans le rôle-titre, divisant les critiques,. En 2015, Thomas Jolly entreprend la création de Richard III, qui clôt sa série shakespearienne. La pièce est jouée par sa troupe, la Piccola Familia.

### Filmographie

#### Cinéma
Richard III est le héros souvent éponyme de nombreux films, dès les débuts du septième art, comme Richard III : a Shakespearian Tragedy, de William Rainous, 1908, Richard III, de William Benson, 1911 ou encore La Tour de Londres, de Rowland V. Lee, 1939. Laurence Olivier incarne le personnage principal dans le film de 1955, Richard III, dont il est également le réalisateur. Plus récemment, Richard Loncraine a tourné en 1995 Richard III (joué par Ian McKellen), qui transpose l'action dans une Angleterre des années trente qui bascule dans le fascisme. Al Pacino a réalisé Looking for Richard, un documentaire sur la mise en scène de la pièce et sur la diffusion de l'œuvre de Shakespeare.
Il existe également un anime, Le Requiem du Roi des Roses, inspiré à la fois de faits historiques et des pièces de Shakespeare, ainsi qu'un manga du même nom.
Le film britannique The Lost King (2022) de Stephen Frears, s'inspire de la véritable histoire de Philippa Langley, interprétée par Sally Hawkins, lorsqu'elle se lance à la recherche des restes de Richard III, ici incarné par Harry Lloyd.

### Iconographie

#### Peinture

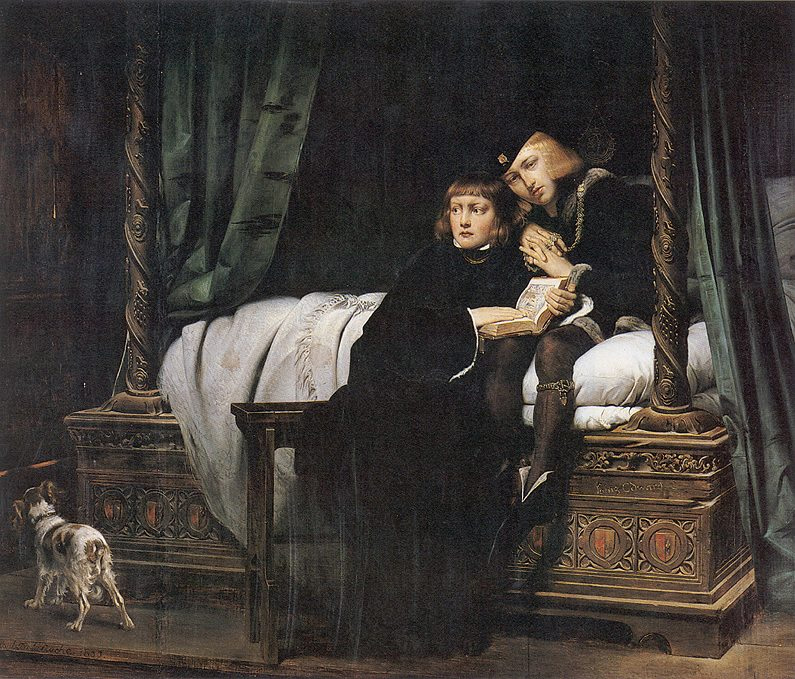
Paul Delaroche, Les Enfants d'Édouard (musée du Louvre).

Paul Delaroche a peint en 1831 Les Enfants d'Édouard, et John Everett Millais, Les Princes de la Tour en 1878. Les deux tableaux sont centrés sur les personnages des jeunes princes, tandis que la présence de Richard n'est que suggérée par un rai de lumière, ce qui renforce la vulnérabilité des enfants face à une menace omniprésente et le caractère effrayant, monstrueux, de Richard, qui cristallise les peurs et les fantasmes.[réf. nécessaire]